# Хомічень
Хомічень, Хомічені (рум. Homiceni) — село у повіті Нямц в Румунії. Входить до складу комуни Биргеуань.
Село розташоване на відстані 290 км на північ від Бухареста, 24 км на північний схід від П'ятра-Нямца, 72 км на захід від Ясс.

## Населення
За даними перепису населення 2002 року у селі проживала 101 особа, усі — румуни. Усі жителі села рідною мовою назвали румунську.